# Relais 4 x 200 mètres nage libre masculin aux championnats du monde de natation 2024
Ne doit pas être confondu avec Relais 4 x 200 mètres nage libre féminin aux championnats du monde de natation 2024.
Le relais 4 x 200 mètres nage libre masculin est une épreuve de natation sportive des championnats du monde de natation 2024. Elle a lieu le 16 février 2024 à Doha au Qatar.

## Records
Avant cette compétition, les records dans cette discipline étaient :
| Record du monde       | 6 min 58 s 55 | États-Unis | 31 juillet 2009 | Rome, Italie |
| Record du championnat | 6 min 58 s 55 | États-Unis | 31 juillet 2009 | Rome, Italie |

## Résultats détaillés
Les 8 meilleurs temps se qualifient en finale (Q).

### Séries
| Rang | Série | Ligne | Pays | Nageurs | Temps       | Temps  | Commentaire |
| Rang | Série | Ligne | Pays | Nageurs | Individuels | Global | Commentaire |
| ---- | ----- | ----- | ---- | ------- | ----------- | ------ | ----------- |
| 1    |       |       |      |         |             |        | Q           |
| 2    |       |       |      |         |             |        | Q           |
| 3    |       |       |      |         |             |        | Q           |
| 4    |       |       |      |         |             |        | Q           |
| 5    |       |       |      |         |             |        | Q           |
| 6    |       |       |      |         |             |        | Q           |
| 7    |       |       |      |         |             |        | Q           |
| 8    |       |       |      |         |             |        | Q           |
| 9    |       |       |      |         |             |        |             |
| 10   |       |       |      |         |             |        |             |
| 11   |       |       |      |         |             |        |             |
| 12   |       |       |      |         |             |        |             |
| 13   |       |       |      |         |             |        |             |
| 14   |       |       |      |         |             |        |             |
| 15   |       |       |      |         |             |        |             |
| 16   |       |       |      |         |             |        |             |

### Finale
| Rang               | Ligne | Pays         | Nageur                                                                       | Temps                           | Temps   |
| Rang               | Ligne | Pays         | Nageur                                                                       | Individuels                     | Global  |
| ------------------ | ----- | ------------ | ---------------------------------------------------------------------------- | ------------------------------- | ------- |
| Médaille d'or      | 4     | Chine        | Ji Xinjie Wang Haoyu Pan Zhanle Zhang Zhanshuo                               | 1:46.45 1:45.69 1:43.90 1:45.80 | 7.01.84 |
| Médaille d'argent  | 5     | Corée du Sud | Yang Jae-hoon Kim Woo-min Lee Ho-joon Hwang Sun-woo                          | 1:47.78 1:44.93 1:45.47 1:43.76 | 7.01.94 |
| Médaille de bronze | 8     | États-Unis   | Luke Hobson Carson Foster Hunter Armstrong David Johnston                    | 1:45.26 1:43.94 1:45.73 1:47.15 | 7.02.08 |
| 4                  | 7     | Royaume-Uni  | Matthew Richards Max Litchfield Jack McMillan Duncan Scott                   | 1:46.22 1:46.89 1:46.39 1:45.59 | 7:05.09 |
| 5                  | 3     | Italie       | Filippo Magli Alessandro Ragaini Matteo Ciampi Stefano di Cola               | 1:46.82 1:46.76 1:46.09 1:47.33 | 7:07.00 |
| 6                  | 6     | Grèce        | Dimitrios Markos Konstantinos Englezakis Konstantinos Stamou Andreas Vazaios | 1:46.74 1:47.65 1:48.02 1:46.69 | 7:09.10 |
| 7                  | 2     | Lituanie     | Danas Rapsys Tomas Navikonis Tomas Lukminas Rokas Jazdauskas                 | 1:46.37 1:47.86 1:48.13 1:49.21 | 7:11.57 |
| 8                  | 1     | Espagne      | Cesar Castro Luis Dominguez Sergio de Celis Montalban Mario Molla Yanes      | 1:47.01 1:47.27 1:48.30 1:49.07 | 7:11.65 |